# Nem akarunk mi bántani senkit
A Nem akarunk mi bántani senkit az Alvin és a mókusok együttes harmadik albuma. A "Lacika" c. számuk a melegek és a Lászlók körében ellenszenvet váltott ki. Az albumon szerepel a Neoton Família Kell, hogy várj című számának feldolgozása.

## Az album dalai
1. Intro
2. Csoda
3. Öreg
4. Büszke lenne
5. Romba dőlt
6. Kéne
7. Csillagvirágom
8. Teljes csőd
9. Fogyókúra
10. Kell, hogy várj
11. Nincs 1 igazi ember
12. Lacika
13. Ilyen világ
14. Outro